# Пижик алеутський
Пижик алеутський (Ptychoramphus aleuticus) — вид морських птахів родини алькових (Alcidae).

## Поширення
Поширений на півночі Тихого океану. Гніздиться в маленьких норах на скелях і островах біля узбережжя Північної Америки, від Алеутських островів до півострова Каліфорнія.